# Partito Democratico Progressista (Tunisia)
Il Partito Democratico Progressista (in arabo لحزب الديمقراطي التقدمي‎?, al-Ḥizb al-Dīmuqrāṭī al-Taqaddumī; in francese Parti démocrate progressiste), abbreviato nell'acronimo PDP, è stato un partito politico tunisino di stampo secolare e liberale.

## Storia e profilo
Il Partito Democratico Progressista è stato fondato col nome di Raggruppamento Progressista Socialista nel 1983, ottenendo il riconoscimento legale solo il 12 settembre 1988 e dandosi nel 2001 la nuova denominazione di Partito Democratico Progressista. Sotto il regime autocratico di Ben Ali fu un partito legale d'opposizione, ma sottoposto alla politica di repressione perseguita costantemente dal regime. Dopo la Rivoluzione tunisina del 2011, divenne una delle principali forze politiche secolari della sinistra democratica. Era all'epoca guidato da Ahmed Najib Chebbi e da Maya Jribi. Il 9 aprile 2012 si è fuso con il Partito Repubblicano.
Il Partito Democratico Progressista ha un quotidiano, al-Mawqif ("La situazione").

## Sotto il governo di Ben Ali
Ai suoi esordi, il Raggruppamento Progressista Socialista (oggi PDP) radunò una vasta gamma di correnti di orientamento marxista e di attivisti filo-democratici afferenti alle correnti islamiche progressiste. Durante il regime di Ben Ali, Najib Chebbi e il PDP furono molestati dalla polizia per anni, e attaccati verbalmente dai media filo-governativi. Dopo aver infruttuosamente partecipato alle elezioni tra il 1989 e il 1999, il partito decise infine di boicottare le elezioni tunisine del 2004 e a quelle del 2009. In questo modo esso non fu rappresentato nel parlamento tunisino. Dopo che l'amministrazione di Ben Ali annunciò che avrebbe imposto al partito di lasciare il suo quartier generale di Tunisi, i suoi leader Najib Chebbi e Maya Jribi avviarono uno sciopero della fame che attirò l'attenzione della stampa e dell'opinione pubblica internazionale, che indusse l'amministrazione a tornare sulla sua decisione originaria.

## Dopo la Rivoluzione tunisina del 2010-2011
A seguito della Rivoluzione del Gelsomino (2010–2011), il 17 gennaio, il leader del partito Najib Chebbi fu nominato ministro dello Sviluppo Regionale nel governo a interim. In vista della elezione dell'Assemblea Costituente del 2011, il PDP divenne il più importante esponente del centro-sinistra laico e antagonista del partito religioso islamico di Ennahda. Nella competizione elettorale, i Democratici Progressisti ottennero finanziamenti tali da consentir loro di condurre una campagna con ampie disponibilità finanziarie. Avversari del PDP affermarono che una parte congrua dei fondi era stata concessa sottobanco da uomini d'affari vicini al potere dittatoriale di Ben Ali.
Alle elezioni per l'Assemblea Costituente del 2011, il PDP si aggiudicò il 3,9% ei voti popolari ed ebbe 16 dei 217 seggi dell'Assemblea Nazionale Costituente, che le fece guadagnare il quinto posto tra tutti i partiti presentatisi. Dal momento che il PDP rifiutò categoricamente di avere qualsiasi relazione politica col vittorioso movimento/partito di Ennahda, esso andò all'opposizione da cui cominciò a muovere varie critiche al governo di coalizione costituito dagli islamisti, dal laico Congresso per la Repubblica (CPR) e da Ettakatol.
Dopo la sconfitta elettorale, il PDP avviò trattative e colloqui altri partiti laici e liberali per formare un "grande partito centrista". La fusione fu realizzata al V Congresso del partito il 9 aprile 2012. Il nuovo partito fu chiamato Partito Repubblicano e comprendeva, oltre al PDP, il partito Afaq Tunus, vari partitini extraparlamentari e indipendenti.